# Belarussische Badmintonmeisterschaft 2024
Die Belarussische Badmintonmeisterschaft 2024 fand vom 8. bis zum 11. Mai 2024 in Minsk statt.

## Sieger und Platzierte
| Disziplin    | Gold                                   | Silber                                      | Bronze                                      |
| ------------ | -------------------------------------- | ------------------------------------------- | ------------------------------------------- |
| Herreneinzel | Mikhail Makarov                        | Yury Savelyev                               | Hleb Shvydkou                               |
| Dameneinzel  | Maryna Yanbayeva                       | Sofiya Yanouskaya                           | Maria Berdnikova                            |
| Herrendoppel | Mikhail Makarov Hleb Shvydkou          | Aliaksandr Aliaksandrovich Illia Dubikouski | Ivan Lipik Egor Trichik                     |
| Damendoppel  | Sofya Yanovskaya Ekaterina Zablotskaya | Maria Berdnikova Anastasia Vasilevskaya     | Maryna Yanbayeva Polina Karmalys            |
| Mixed        | Hleb Shvydkou Maryna Yanbayeva         | Mikhail Makarov Polina Karmalys             | Aliaksandr Aliaksandrovich Maria Berdnikova |